# Celama ancipitalis
Celama ancipitalis är en fjärilsart som beskrevs av Herrich-Schäffer 1854. Celama ancipitalis ingår i släktet Celama och familjen trågspinnare. Inga underarter finns listade i Catalogue of Life.